# 2019-es afrikai nemzetek kupája
A 2019-es afrikai nemzetek kupáját Egyiptomban rendezték június 21. és július 19. között 24 ország részvételével. Ez volt a 32. afrikai nemzetek kupája. A címvédő Kamerun válogatottja. A kupát Algéria nyerte, története során másodszor.
A tornát eredetileg Kamerun rendezte volna, de a CAF 2018 novemberében elvette az országtól a rendezés jogát.

## Helyszínek
A torna mérkőzéseit az alábbi 4 város, összesen 6 stadionjában játszották:
| Kairói Nemzetközi Stadion | 30 June Stadium  | Al Salam Stadion    |
| Férőhely: 74 100          | Férőhely: 30 000 | Férőhely: 30 000    |
|                           |                  |                     |
| Alexandria                | Szuez            | Iszmáilija          |
| Alexandriai stadion       | Szuezi stadion   | Iszmáilijai stadion |
| Férőhely: 19 676          | Férőhely: 27 000 | Férőhely: 18 525    |
|                           |                  |                     |

## Selejtezők

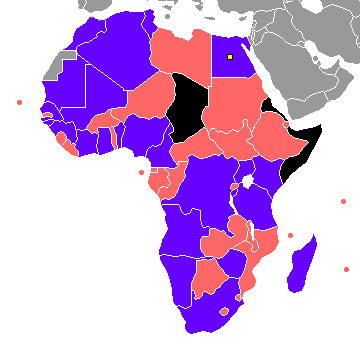
Bejutott
Kiesett a selejtezőben
Kizárták vagy nem indult
Nem tagja a Afrikai Labdarúgó-szövetségnek

## Résztvevők
A következő csapatok vesznek részt a 2019-es afrikai nemzetek kupáján:
| Csapat                  | Hogyan kvalifikált | Kvalifikáció időpontja | Afrikai nemzetek kupája részvétel | Korábbi legjobb eredmény                           |
| ----------------------- | ------------------ | ---------------------- | --------------------------------- | -------------------------------------------------- |
| Egyiptom                | Rendező/J csoport  | 2018. október 16.      | 24                                | Győztes (1957, 1959, 1986, 1998, 2006, 2008, 2010) |
| Madagaszkár             | A csoport          | 2018. október 16.      | 1                                 | Újonc                                              |
| Tunézia                 | J csoport          | 2018. október 16.      | 19                                | Győztes (2004)                                     |
| Szenegál                | A csoport          | 2018. október 16.      | 15                                | Döntős (2002)                                      |
| Marokkó                 | B csoport          | 2018. november 17.     | 17                                | Győztes (1976)                                     |
| Nigéria                 | E csoport          | 2018. november 17.     | 18                                | Győztes (1980, 1994, 2013)                         |
| Uganda                  | L csoport          | 2018. november 17.     | 7                                 | Döntős (1978)                                      |
| Mali                    | C csoport          | 2018. november 17.     | 11                                | Döntős (1972)                                      |
| Guinea                  | H csoport          | 2018. november 18.     | 12                                | Döntős (1976)                                      |
| Algéria                 | D csoport          | 2018. november 18.     | 18                                | Győztes (1990)                                     |
| Mauritánia              | I csoport          | 2018. november 18.     | 1                                 | Újonc                                              |
| Elefántcsontpart        | H csoport          | 2018. november 18.     | 23                                | Győztes (1992, 2015)                               |
| Kenya                   | F csoport          | 2018. november 30.     | 6                                 | Csoportkör (1972, 1988, 1990, 1992, 2004)          |
| Ghána                   | F csoport          | 2018. november 30.     | 22                                | Győztes (1963, 1965, 1978, 1982)                   |
| Angola                  | I csoport          | 2019. március 22.      | 8                                 | Negyeddöntős (2008, 2010)                          |
| Burundi                 | C csoport          | 2019. március 23.      | 1                                 | Újonc                                              |
| Kamerun                 | J csoport          | 2019. március 23.      | 19                                | Győztes (1984, 1988, 2000, 2002, 2017)             |
| Bissau-Guinea           | K csoport          | 2019. március 23.      | 2                                 | Csoportkör (2017)                                  |
| Namíbia                 | K csoport          | 2019. március 23.      | 3                                 | Csoportkör (1998, 2008)                            |
| Zimbabwe                | G csoport          | 2019. március 24.      | 4                                 | Csoportkör (2004, 2006, 2017)                      |
| Kongói DK               | G csoport          | 2019. március 24.      | 19                                | Győztes (1968, 1974)                               |
| Benin                   | D csoport          | 2019. március 24.      | 4                                 | Csoportkör (2004, 2008, 2010)                      |
| Tanzánia                | L csoport          | 2019. március 24.      | 2                                 | Csoportkör (1980)                                  |
| Dél-afrikai Köztársaság | E csoport          | 2019. március 24.      | 10                                | Győztes (1996)                                     |

## Csoportkör
A csoportkörben minden csapat a másik három csapattal egy-egy mérkőzést játszott, így összesen 6 mérkőzésre került sor mind a hat csoportban. A csoportokból az első két helyezett, és a négy legjobb harmadik helyezett jutott tovább. Minden csoportban az utolsó két mérkőzést azonos időpontban játszották. A csoportkör után egyenes kieséses rendszerben folytatódott a torna.

### Sorrend meghatározása
A csoportokban a sorrendet a következők szerint kell meghatározni:
1. több szerzett pont az azonosan álló csapatok között lejátszott mérkőzéseken;
2. jobb gólkülönbség az azonosan álló csapatok között lejátszott mérkőzéseken;
3. több szerzett gól az azonosan álló csapatok között lejátszott mérkőzéseken;
4. ha az 1–3. pontok alapján a csapatok továbbra is azonosan állnak, akkor az 1–3. pontokat újra alkalmazni kell ameddig a sorrend nem dönthető el;
5. jobb gólkülönbség az összes mérkőzésen;
6. több szerzett gól az összes mérkőzésen;
7. sorsolás.

Az időpontok helyi idő szerint értendők.

### A csoport
| Hely. | Csapat       | M | Gy | D | V | G+ | G– | Gk | P | Továbbjutás                                |
| ----- | ------------ | - | -- | - | - | -- | -- | -- | - | ------------------------------------------ |
| 1.    | Egyiptom (H) | 3 | 3  | 0 | 0 | 5  | 0  | +5 | 9 | Továbbjutott az egyenes kieséses szakaszba |
| 2.    | Uganda       | 3 | 1  | 1 | 1 | 3  | 3  | 0  | 4 | Továbbjutott az egyenes kieséses szakaszba |
| 3.    | Kongói DK    | 3 | 1  | 0 | 2 | 4  | 4  | 0  | 3 | Továbbjutott az egyenes kieséses szakaszba |
| 4.    | Zimbabwe     | 3 | 0  | 1 | 2 | 1  | 6  | −5 | 1 |                                            |

| 2019. június 21. 22:00 |

| Egyiptom      | 1–0               | Zimbabwe |
| ------------- | ----------------- | -------- |
| Trézéguet 41' | (1–0) Jegyzőkönyv |          |

| Kairói Nemzetközi Stadion, Kairó Játékvezető: Alioum Alioum (kameruni) |

| 2019. június 22. 16:30 |

| Kongói DK | 0–2               | Uganda             |
| --------- | ----------------- | ------------------ |
|           | (0–1) Jegyzőkönyv | Kaddu 14' Okwi 48' |

| Kairói Nemzetközi Stadion, Kairó Játékvezető: Rédouane Jiyed (marokkói) |

| 2019. június 26. 19:00 |

| Uganda   | 1–1               | Zimbabwe    |
| -------- | ----------------- | ----------- |
| Okwi 12' | (1–1) Jegyzőkönyv | Billiat 40' |

| Kairói Nemzetközi Stadion, Kairó Játékvezető: Eric Otogo-Castane (gaboni) |

| 2019. június 26. 22:00 |

| Egyiptom                   | 2–0               | Kongói DK |
| -------------------------- | ----------------- | --------- |
| el-Mohamedi 25' Szaláh 43' | (2–0) Jegyzőkönyv |           |

| Kairói Nemzetközi Stadion, Kairó Játékvezető: Victor Gomes (dél-afrikai) |

| 2019. június 30. 21:00 |

| Uganda | 0–2               | Egyiptom                     |
| ------ | ----------------- | ---------------------------- |
|        | (0–2) Jegyzőkönyv | Szaláh 36' el-Mohamedi 45+1' |

| Kairói Nemzetközi Stadion, Kairó Játékvezető: Maguette N’Diaye (szenegáli) |

| 2019. június 30. 21:00 |

| Zimbabwe | 0–4               | Kongói DK                                              |
| -------- | ----------------- | ------------------------------------------------------ |
|          | (0–2) Jegyzőkönyv | Bolingi 4' Bakambu 34' 65' (11-esből) Assombalonga 78' |

| 30 June Stadium, Kairó Játékvezető: Mustapha Ghorbal (algériai) |

### B csoport
| Hely. | Csapat      | M | Gy | D | V | G+ | G– | Gk | P | Továbbjutás                                |
| ----- | ----------- | - | -- | - | - | -- | -- | -- | - | ------------------------------------------ |
| 1.    | Madagaszkár | 3 | 2  | 1 | 0 | 5  | 2  | +3 | 7 | Továbbjutott az egyenes kieséses szakaszba |
| 2.    | Nigéria     | 3 | 2  | 0 | 1 | 2  | 2  | 0  | 6 | Továbbjutott az egyenes kieséses szakaszba |
| 3.    | Guinea      | 3 | 1  | 1 | 1 | 4  | 3  | +1 | 4 | Továbbjutott az egyenes kieséses szakaszba |
| 4.    | Burundi     | 3 | 0  | 0 | 3 | 0  | 4  | −4 | 0 |                                            |

| 2019. június 22. 19:00 |

| Nigéria    | 1–0               | Burundi |
| ---------- | ----------------- | ------- |
| Ighalo 77' | (0–0) Jegyzőkönyv |         |

| Alexandriai stadion, Alexandria Játékvezető: Bernard Camille (Seychelle-szigeteki) |

| 2019. június 22. 22:00 |

| Guinea                         | 2–2               | Madagaszkár                  |
| ------------------------------ | ----------------- | ---------------------------- |
| Kaba 34' Kamano 66' (11-esből) | (1–0) Jegyzőkönyv | Abel 49' Andriamatsinoro 55' |

| Alexandriai stadion, Alexandria Játékvezető: Amin Omar (egyiptomi) |

| 2019. június 26. 16:30 |

| Nigéria    | 1–0               | Guinea |
| ---------- | ----------------- | ------ |
| Omeruo 73' | (0–0) Jegyzőkönyv |        |

| Alexandriai stadion, Alexandria Játékvezető: Hélder Martins de Carvalho (angolai) |

| 2019. június 27. 16:30 |

| Madagaszkár       | 1–0               | Burundi |
| ----------------- | ----------------- | ------- |
| Ilaimaharitra 76' | (0–0) Jegyzőkönyv |         |

| Alexandriai stadion, Alexandria Játékvezető: Haythem Guirat (tunéziai) |

| 2019. június 30. 18:00 |

| Madagaszkár                           | 2–0               | Nigéria |
| ------------------------------------- | ----------------- | ------- |
| Nomenjanahary 13' Andriamatsinoro 53' | (1–0) Jegyzőkönyv |         |

| Alexandriai stadion, Alexandria Játékvezető: Bakary Gassama (gambiai) |

| 2019. június 30. 18:00 |

| Burundi         | 0–2               | Guinea          |
| --------------- | ----------------- | --------------- |
| Nduwarugira 12′ | (0–1) Jegyzőkönyv | Yattara 25' 52' |

| Al Salam Stadion, Kairó Játékvezető: Noureddine El Jaafari (marokkói) |

### C csoport
| Hely. | Csapat   | M | Gy | D | V | G+ | G– | Gk | P | Továbbjutás                                |
| ----- | -------- | - | -- | - | - | -- | -- | -- | - | ------------------------------------------ |
| 1.    | Algéria  | 3 | 3  | 0 | 0 | 6  | 0  | +6 | 9 | Továbbjutott az egyenes kieséses szakaszba |
| 2.    | Szenegál | 3 | 2  | 0 | 1 | 5  | 1  | +4 | 6 | Továbbjutott az egyenes kieséses szakaszba |
| 3.    | Kenya    | 3 | 1  | 0 | 2 | 3  | 7  | −4 | 3 |                                            |
| 4.    | Tanzánia | 3 | 0  | 0 | 3 | 2  | 8  | −6 | 0 |                                            |

| 2019. június 23. 19:00 |

| Szenegál             | 2–0               | Tanzánia |
| -------------------- | ----------------- | -------- |
| Keita 28' Diatta 64' | (1–0) Jegyzőkönyv |          |

| 30 June Stadium, Kairó Játékvezető: Sadok Selmi (tunéziai) |

| 2019. június 23. 22:00 |

| Algéria                             | 2–0               | Kenya |
| ----------------------------------- | ----------------- | ----- |
| Bounedjah 34' (11-esből) Mahrez 43' | (2–0) Jegyzőkönyv |       |

| 30 June Stadium, Kairó Játékvezető: Mahamadou Keita (mali) |

| 2019. június 27. 19:00 |

| Szenegál | 0–1               | Algéria     |
| -------- | ----------------- | ----------- |
|          | (0–0) Jegyzőkönyv | Belaïli 49' |

| 30 June Stadium, Kairó Játékvezető: Janny Sikazwe (zambiai) |

| 2019. június 27. 22:00 |

| Kenya                    | 3–2               | Tanzánia             |
| ------------------------ | ----------------- | -------------------- |
| Olunga 39' 80' Omolo 62' | (1–2) Jegyzőkönyv | Msuva 6' Samatta 40' |

| 30 June Stadium, Kairó Játékvezető: Ahmad Heeralall (mauritiusi) |

| 2019. július 1. 21:00 |

| Kenya           | 0–3               | Szenegál                         |
| --------------- | ----------------- | -------------------------------- |
| Otieno 10′, 76′ | (0–0) Jegyzőkönyv | Sarr 63' Mané 71' 78' (11-esből) |

| 30 June Stadium, Kairó Játékvezető: Ghead Grisha (egyiptomi) |

| 2019. július 1. 21:00 |

| Tanzánia | 0–3               | Algéria                      |
| -------- | ----------------- | ---------------------------- |
|          | (0–3) Jegyzőkönyv | Szlimani 35' Ounas 39' 45+1' |

| Al Salam Stadion, Kairó Játékvezető: Andofetra Rakotojaona (madagaszkári) |

### D csoport
| Hely. | Csapat                  | M | Gy | D | V | G+ | G– | Gk | P | Továbbjutás                                |
| ----- | ----------------------- | - | -- | - | - | -- | -- | -- | - | ------------------------------------------ |
| 1.    | Marokkó                 | 3 | 3  | 0 | 0 | 3  | 0  | +3 | 9 | Továbbjutott az egyenes kieséses szakaszba |
| 2.    | Elefántcsontpart        | 3 | 2  | 0 | 1 | 5  | 2  | +3 | 6 | Továbbjutott az egyenes kieséses szakaszba |
| 3.    | Dél-afrikai Köztársaság | 3 | 1  | 0 | 2 | 1  | 2  | −1 | 3 | Továbbjutott az egyenes kieséses szakaszba |
| 4.    | Namíbia                 | 3 | 0  | 0 | 3 | 1  | 6  | −5 | 0 |                                            |

| 2019. június 23. 16:30 |

| Marokkó              | 1–0               | Namíbia |
| -------------------- | ----------------- | ------- |
| Keimuine 89' (öngól) | (0–0) Jegyzőkönyv |         |

| Al Salam Stadion, Kairó Játékvezető: Louis Hakizimana (ruandai) |

| 2019. június 24. 16:30 |

| Elefántcsontpart | 1–0               | Dél-afrikai Köztársaság |
| ---------------- | ----------------- | ----------------------- |
| Kodija 64'       | (0–0) Jegyzőkönyv |                         |

| Al Salam Stadion, Kairó Játékvezető: Mustapha Ghorbal (algériai) |

| 2019. június 28. 19:00 |

| Marokkó        | 1–0               | Elefántcsontpart |
| -------------- | ----------------- | ---------------- |
| El-Neszjrí 23' | (1–0) Jegyzőkönyv |                  |

| Al Salam Stadion, Kairó Játékvezető: Alioum Alioum (kameruni) |

| 2019. június 28. 22:00 |

| Dél-afrikai Köztársaság | 1–0               | Namíbia |
| ----------------------- | ----------------- | ------- |
| Zungu 68'               | (0–0) Jegyzőkönyv |         |

| Al Salam Stadion, Kairó Játékvezető: Issa Sy (szenegáli) |

| 2019. július 1. 18:00 |

| Dél-afrikai Köztársaság | 0–1               | Marokkó      |
| ----------------------- | ----------------- | ------------ |
|                         | (0–0) Jegyzőkönyv | Busszufa 90' |

| Al Salam Stadion, Kairó Játékvezető: Jean-Jacques Ndala Ngambo (kongói DK-i) |

| 2019. július 1. 18:00 |

| Namíbia      | 1–4               | Elefántcsontpart                       |
| ------------ | ----------------- | -------------------------------------- |
| Kamatuka 71' | (0–1) Jegyzőkönyv | Gradel 39' Die 58' Zaha 84' Cornet 89' |

| 30 June Stadium, Kairó Játékvezető: Peter Waweru (kenyai) |

### E csoport
| Hely. | Csapat     | M | Gy | D | V | G+ | G– | Gk | P | Továbbjutás                                |
| ----- | ---------- | - | -- | - | - | -- | -- | -- | - | ------------------------------------------ |
| 1.    | Mali       | 3 | 2  | 1 | 0 | 6  | 2  | +4 | 7 | Továbbjutott az egyenes kieséses szakaszba |
| 2.    | Tunézia    | 3 | 0  | 3 | 0 | 2  | 2  | 0  | 3 | Továbbjutott az egyenes kieséses szakaszba |
| 3.    | Angola     | 3 | 0  | 2 | 1 | 1  | 2  | −1 | 2 |                                            |
| 4.    | Mauritánia | 3 | 0  | 2 | 1 | 1  | 4  | −3 | 2 |                                            |

| 2019. június 24. 19:00 |

| Tunézia                   | 1–1               | Angola     |
| ------------------------- | ----------------- | ---------- |
| ál-Mszákní 34' (11-esből) | (1–0) Jegyzőkönyv | Campos 73' |

| Szuezi stadion, Szuez Játékvezető: Bamlak Tessema (etióp) |

| 2019. június 24. 22:00 |

| Mali                                                                 | 4–1               | Mauritánia              |
| -------------------------------------------------------------------- | ----------------- | ----------------------- |
| Diaby 37' Marega 45' (11-esből) A. Traoré (II) 55' A. Traoré (I) 74' | (2–0) Jegyzőkönyv | El Hacen 72' (11-esből) |

| Szuezi stadion, Szuez Játékvezető: Jean-Jacques Ndala Ngambo (kongói DK-i) |

| 2019. június 28. 16:30 |

| Tunézia   | 1–1               | Mali           |
| --------- | ----------------- | -------------- |
| Hazrí 70' | (0–0) Jegyzőkönyv | Samassékou 60' |

| Szuezi stadion, Szuez Játékvezető: Joshua Bondo (botswanai) |

| 2019. június 29. 16:30 |

| Mauritánia | 0–0         | Angola |
| ---------- | ----------- | ------ |
|            | Jegyzőkönyv |        |

| Szuezi stadion, Szuez Játékvezető: Ibrahim Nour El Din (egyiptomi) |

| 2019. július 2. 21:00 |

| Mauritánia | 0–0         | Tunézia |
| ---------- | ----------- | ------- |
|            | Jegyzőkönyv |         |

| Szuezi stadion, Szuez Játékvezető: Louis Hakizimana (ruandai) |

| 2019. július 2. 21:00 |

| Angola | 0–1               | Mali        |
| ------ | ----------------- | ----------- |
|        | (0-1) Jegyzőkönyv | Haidara 37' |

| Iszmáilijai stadion, Iszmáilija Játékvezető: Rédouane Jiyed (marokkói) |

### F csoport
| Hely. | Csapat        | M | Gy | D | V | G+ | G– | Gk | P | Továbbjutás                                |
| ----- | ------------- | - | -- | - | - | -- | -- | -- | - | ------------------------------------------ |
| 1.    | Ghána         | 3 | 1  | 2 | 0 | 4  | 2  | +2 | 5 | Továbbjutott az egyenes kieséses szakaszba |
| 2.    | Kamerun       | 3 | 1  | 2 | 0 | 2  | 0  | +2 | 5 | Továbbjutott az egyenes kieséses szakaszba |
| 3.    | Benin         | 3 | 0  | 3 | 0 | 2  | 2  | 0  | 3 | Továbbjutott az egyenes kieséses szakaszba |
| 4.    | Bissau-Guinea | 3 | 0  | 1 | 2 | 0  | 4  | −4 | 1 |                                            |

| 2019. június 25. 19:00 |

| Kamerun              | 2–0               | Bissau-Guinea |
| -------------------- | ----------------- | ------------- |
| Yaya 66' Bahoken 69' | (0–0) Jegyzőkönyv |               |

| Iszmáilijai stadion, Iszmáilija Játékvezető: Noureddine El Jaafari (marokkói) |

| 2019. június 25. 22:00 |

| Ghána                                | 2–2               | Benin       |
| ------------------------------------ | ----------------- | ----------- |
| A. Ayew 9' J. Ayew 42' Boye 37′, 55′ | (2–1) Jegyzőkönyv | Poté 2' 63' |

| Iszmáilijai stadion, Iszmáilija Játékvezető: Youssef Essrayri (tunéziai) |

| 2019. június 29. 19:00 |

| Kamerun | 0–0         | Ghána |
| ------- | ----------- | ----- |
|         | Jegyzőkönyv |       |

| Iszmáilijai stadion, Iszmáilija Játékvezető: Bamlak Tessema (etióp) |

| 2019. június 29. 22:00 |

| Benin | 0–0         | Bissau-Guinea |
| ----- | ----------- | ------------- |
|       | Jegyzőkönyv |               |

| Iszmáilijai stadion, Iszmáilija Játékvezető: Pacifique Ndabihawenimana (burundi) |

| 2019. július 2. 18:00 |

| Benin | 0–0         | Kamerun |
| ----- | ----------- | ------- |
|       | Jegyzőkönyv |         |

| Iszmáilijai stadion, Iszmáilija Játékvezető: Sadok Selmi (tunéziai) |

| 2019. július 2. 18:00 |

| Bissau-Guinea | 0–2               | Ghána                  |
| ------------- | ----------------- | ---------------------- |
|               | (0–0) Jegyzőkönyv | J. Ayew 46' Partey 72' |

| Szuezi stadion, Szuez Játékvezető: Eric Otogo-Castane (gaboni) |

### Harmadik helyezett csapatok sorrendje
| Hely. | Cs | Csapat                  | M | Gy | D | V | G+ | G– | Gk | P | Továbbjutás                                |
| ----- | -- | ----------------------- | - | -- | - | - | -- | -- | -- | - | ------------------------------------------ |
| 1.    | B  | Guinea                  | 3 | 1  | 1 | 1 | 4  | 3  | +1 | 4 | Továbbjutott az egyenes kieséses szakaszba |
| 2.    | A  | Kongói DK               | 3 | 1  | 0 | 2 | 4  | 4  | 0  | 3 | Továbbjutott az egyenes kieséses szakaszba |
| 3.    | F  | Benin                   | 3 | 0  | 3 | 0 | 2  | 2  | 0  | 3 | Továbbjutott az egyenes kieséses szakaszba |
| 4.    | D  | Dél-afrikai Köztársaság | 3 | 1  | 0 | 2 | 1  | 2  | −1 | 3 | Továbbjutott az egyenes kieséses szakaszba |
| 5.    | C  | Kenya                   | 3 | 1  | 0 | 2 | 3  | 7  | −4 | 3 |                                            |
| 6.    | E  | Angola                  | 3 | 0  | 2 | 1 | 1  | 2  | −1 | 2 |                                            |

## Egyenes kieséses szakasz

### Formátum
A harmadik helyezettekkel történő párosítás attól függött, hogy mely csoportok harmadik helyezettjei jutottak tovább. A következő táblázat a lehetséges párosításokat mutatja:
| Továbbjutott harmadik helyezettek | Továbbjutott harmadik helyezettek | Továbbjutott harmadik helyezettek | Továbbjutott harmadik helyezettek | Továbbjutott harmadik helyezettek | Továbbjutott harmadik helyezettek | A1 vs | B1 vs | C1 vs | D1 vs |
| --------------------------------- | --------------------------------- | --------------------------------- | --------------------------------- | --------------------------------- | --------------------------------- | ----- | ----- | ----- | ----- |
| A                                 | B                                 | C                                 | D                                 |                                   |                                   | C3    | D3    | A3    | B3    |
| A                                 | B                                 | C                                 |                                   | E                                 |                                   | C3    | A3    | B3    | E3    |
| A                                 | B                                 | C                                 |                                   |                                   | F                                 | C3    | A3    | B3    | F3    |
| A                                 | B                                 |                                   | D                                 | E                                 |                                   | D3    | A3    | B3    | E3    |
| A                                 | B                                 |                                   | D                                 |                                   | F                                 | D3    | A3    | B3    | F3    |
| A                                 | B                                 |                                   |                                   | E                                 | F                                 | E3    | A3    | B3    | F3    |
| A                                 |                                   | C                                 | D                                 | E                                 |                                   | C3    | D3    | A3    | E3    |
| A                                 |                                   | C                                 | D                                 |                                   | F                                 | C3    | D3    | A3    | F3    |
| A                                 |                                   | C                                 |                                   | E                                 | F                                 | C3    | A3    | F3    | E3    |
| A                                 |                                   |                                   | D                                 | E                                 | F                                 | D3    | A3    | F3    | E3    |
|                                   | B                                 | C                                 | D                                 | E                                 |                                   | C3    | D3    | B3    | E3    |
|                                   | B                                 | C                                 | D                                 |                                   | F                                 | C3    | D3    | B3    | F3    |
|                                   | B                                 | C                                 |                                   | E                                 | F                                 | E3    | C3    | B3    | F3    |
|                                   | B                                 |                                   | D                                 | E                                 | F                                 | E3    | D3    | B3    | F3    |
|                                   |                                   | C                                 | D                                 | E                                 | F                                 | C3    | D3    | F3    | E3    |

### Ágrajz
|  |               |                         |                         |                         |            |                  |                  |               |               |               |            |            |            |  |  |       |       |       |
|  | Nyolcaddöntők | Nyolcaddöntők           | Nyolcaddöntők           |                         |            | Negyeddöntők     | Negyeddöntők     | Negyeddöntők  |               |               | Elődöntők  | Elődöntők  | Elődöntők  |  |  | Döntő | Döntő | Döntő |
|  | Nyolcaddöntők | Nyolcaddöntők           | Nyolcaddöntők           |                         |            | Negyeddöntők     | Negyeddöntők     | Negyeddöntők  |               |               | Elődöntők  | Elődöntők  | Elődöntők  |  |  | Döntő | Döntő | Döntő |
|  | július 5.     |                         |                         |                         |            |                  |                  |               |               |               |            |            |            |  |  |       |       |       |
|  |               |                         |                         |                         |            |                  |                  |               |               |               |            |            |            |  |  |       |       |       |
|  | A2            | Uganda                  | 0                       |                         |            |                  |                  |               |               |               |            |            |            |  |  |       |       |       |
|  | A2            | Uganda                  | 0                       | július 10.              |            |                  |                  |               |               |               |            |            |            |  |  |       |       |       |
|  | C2            | Szenegál                | 1                       |                         |            |                  |                  |               |               |               |            |            |            |  |  |       |       |       |
|  | C2            | Szenegál                | 1                       |                         |            | Szenegál         | Szenegál         | 1             |               |               |            |            |            |  |  |       |       |       |
|  | július 5.     |                         |                         |                         |            | Szenegál         | Szenegál         | 1             |               |               |            |            |            |  |  |       |       |       |
|  |               |                         | Benin                   | Benin                   | 0          |                  |                  |               |               |               |            |            |            |  |  |       |       |       |
|  | D1            | Marokkó                 | Benin                   | Benin                   | 0          | 1 (1)            |                  |               |               |               |            |            |            |  |  |       |       |       |
|  | D1            | Marokkó                 |                         |                         |            | 1 (1)            | július 14.       |               |               |               |            |            |            |  |  |       |       |       |
|  | BEF3          | Benin                   | 1 (4)                   |                         |            |                  |                  |               |               |               |            |            |            |  |  |       |       |       |
|  | BEF3          | Benin                   | 1 (4)                   |                         |            | Szenegál         | Szenegál         | 1             |               |               |            |            |            |  |  |       |       |       |
|  | július 7.     |                         |                         |                         |            | Szenegál         | Szenegál         | 1             |               |               |            |            |            |  |  |       |       |       |
|  |               |                         | Tunézia                 | Tunézia                 | 0          |                  |                  |               |               |               |            |            |            |  |  |       |       |       |
|  | B1            | Madagaszkár             | Tunézia                 | Tunézia                 | 0          | 2 (4)            |                  |               |               |               |            |            |            |  |  |       |       |       |
|  | B1            | Madagaszkár             | július 11.              |                         |            | 2 (4)            |                  |               |               |               |            |            |            |  |  |       |       |       |
|  | ACD3          | Kongói DK               | 2 (2)                   |                         |            |                  |                  |               |               |               |            |            |            |  |  |       |       |       |
|  | ACD3          | Kongói DK               | 2 (2)                   |                         |            | Madagaszkár      | Madagaszkár      | 0             |               |               |            |            |            |  |  |       |       |       |
|  | július 8.     |                         |                         |                         |            | Madagaszkár      | Madagaszkár      | 0             |               |               |            |            |            |  |  |       |       |       |
|  |               |                         | Tunézia                 | Tunézia                 | 3          |                  |                  |               |               |               |            |            |            |  |  |       |       |       |
|  | F1            | Ghána                   | Tunézia                 | Tunézia                 | 3          | 1 (4)            |                  |               |               |               |            |            |            |  |  |       |       |       |
|  | F1            | Ghána                   |                         |                         |            | 1 (4)            | július 19.       |               |               |               |            |            |            |  |  |       |       |       |
|  | E2            | Tunézia                 | 1 (5)                   |                         |            |                  |                  |               |               |               |            |            |            |  |  |       |       |       |
|  | E2            | Tunézia                 | 1 (5)                   |                         |            | Szenegál         | Szenegál         | 0             |               |               |            |            |            |  |  |       |       |       |
|  | július 8.     |                         |                         |                         |            | Szenegál         | Szenegál         | 0             |               |               |            |            |            |  |  |       |       |       |
|  |               |                         | Algéria                 | Algéria                 | 1          |                  |                  |               |               |               |            |            |            |  |  |       |       |       |
|  | E1            | Mali                    | Algéria                 | Algéria                 | 1          | 0                |                  |               |               |               |            |            |            |  |  |       |       |       |
|  | E1            | Mali                    | július 11.              |                         |            | 0                |                  |               |               |               |            |            |            |  |  |       |       |       |
|  | D2            | Elefántcsontpart        | 1                       |                         |            |                  |                  |               |               |               |            |            |            |  |  |       |       |       |
|  | D2            | Elefántcsontpart        | 1                       |                         |            | Elefántcsontpart | Elefántcsontpart | 1 (3)         |               |               |            |            |            |  |  |       |       |       |
|  | július 7.     |                         |                         |                         |            | Elefántcsontpart | Elefántcsontpart | 1 (3)         |               |               |            |            |            |  |  |       |       |       |
|  |               |                         | Algéria                 | Algéria                 | 1 (4)      |                  |                  |               |               |               |            |            |            |  |  |       |       |       |
|  | C1            | Algéria                 | Algéria                 | Algéria                 | 1 (4)      | 3                |                  |               |               |               |            |            |            |  |  |       |       |       |
|  | C1            | Algéria                 |                         |                         |            | 3                | július 14.       |               |               |               |            |            |            |  |  |       |       |       |
|  | ABF3          | Guinea                  | 0                       |                         |            |                  |                  |               |               |               |            |            |            |  |  |       |       |       |
|  | ABF3          | Guinea                  | 0                       |                         |            | Algéria          | Algéria          | 2             |               |               |            |            |            |  |  |       |       |       |
|  | július 6.     |                         |                         |                         |            | Algéria          | Algéria          | 2             |               |               |            |            |            |  |  |       |       |       |
|  |               |                         | Nigéria                 | Nigéria                 | 1          |                  |                  | Bronzmérkőzés | Bronzmérkőzés | Bronzmérkőzés |            |            |            |  |  |       |       |       |
|  | B2            | Nigéria                 | Nigéria                 | Nigéria                 | 1          | 3                |                  |               |               | Bronzmérkőzés |            |            |            |  |  |       |       |       |
|  | B2            | Nigéria                 |                         |                         | július 10. | július 10.       | július 10.       |               |               |               | július 17. | július 17. | július 17. |  |  |       |       |       |
|  | F2            | Kamerun                 | 2                       |                         | július 10. | július 10.       | július 10.       |               |               |               | július 17. | július 17. | július 17. |  |  |       |       |       |
|  | F2            | Kamerun                 | 2                       |                         |            | Nigéria          | Nigéria          | 2             | Tunézia       | Tunézia       | 0          |            |            |  |  |       |       |       |
|  | július 6.     |                         |                         |                         |            | Nigéria          | Nigéria          | 2             | Tunézia       | Tunézia       | 0          |            |            |  |  |       |       |       |
|  |               |                         | Dél-afrikai Köztársaság | Dél-afrikai Köztársaság | 1          |                  |                  | Nigéria       | Nigéria       | 1             |            |            |            |  |  |       |       |       |
|  | A1            | Egyiptom                | Dél-afrikai Köztársaság | Dél-afrikai Köztársaság | 1          | 0                |                  | Nigéria       | Nigéria       | 1             |            |            |            |  |  |       |       |       |
|  | A1            | Egyiptom                |                         |                         |            |                  |                  |               |               |               |            |            |            |  |  |       |       |       |
|  | CDE3          | Dél-afrikai Köztársaság | 1                       |                         |            |                  |                  |               |               |               |            |            |            |  |  |       |       |       |
|  | CDE3          | Dél-afrikai Köztársaság | 1                       |                         |            |                  |                  |               |               |               |            |            |            |  |  |       |       |       |

### Nyolcaddöntők
| 2019. július 5. 18:00 |

| Marokkó                  | 1–1 (h. u.)                 | Benin                        |
| ------------------------ | --------------------------- | ---------------------------- |
| El-Neszjrí 76'           | (0–0, 1–1, 1–1) Jegyzőkönyv | Adilehou 53' Adenon 41′, 97′ |
| Büntetőpárbaj            |                             |                              |
| Idríszi Búfál El-Neszjrí | 1–4                         | Verdon Djigla Anaane Séïbou  |

| Al Salam Stadion, Kairó Játékvezető: Hélder Martins de Carvalho (angolai) |

| 2019. július 5. 21:00 |

| Uganda | 0–1               | Szenegál |
| ------ | ----------------- | -------- |
|        | (0–1) Jegyzőkönyv | Mané 15' |

| Kairói Nemzetközi Stadion, Kairó Játékvezető: Mustapha Ghorbal (algériai) |

| 2019. július 6. 19:00 |

| Nigéria                  | 3–2               | Kamerun               |
| ------------------------ | ----------------- | --------------------- |
| Ighalo 19' 63' Iwobi 66' | (1–2) Jegyzőkönyv | Bahoken 41' N’Jie 44' |

| Alexandriai stadion, Alexandria Játékvezető: Joshua Bondo (botswanai) |

| 2019. július 6. 21:00 |

| Egyiptom | 0–1               | Dél-afrikai Köztársaság |
| -------- | ----------------- | ----------------------- |
|          | (0–0) Jegyzőkönyv | Lorch 85'               |

| Kairói Nemzetközi Stadion, Kairó Játékvezető: Eric Otogo-Castane (gaboni) |

| 2019. július 7. 18:00 |

| Madagaszkár                     | 2–2 (h. u.)                 | Kongói DK                        |
| ------------------------------- | --------------------------- | -------------------------------- |
| Amada 9' Andriatsima 77'        | (1–1, 2–2, 2–2) Jegyzőkönyv | Bakambu 21' Mbemba 90'           |
| Büntetőpárbaj                   |                             |                                  |
| Amada Métanire Fontaine Mombris | 4–2                         | Tisserand Bakambu M’Poku Bolasie |

| Alexandriai stadion, Alexandria Játékvezető: Noureddine El Jaafari (marokkói) |

| 2019. július 7. 21:00 |

| Algéria                          | 3–0               | Guinea |
| -------------------------------- | ----------------- | ------ |
| Belaïli 24' Mahrez 57' Ounas 82' | (1–0) Jegyzőkönyv |        |

| 30 June Stadium, Kairó Játékvezető: Bernard Camille (Seychelle-szigeteki) |

| 2019. július 8. 19:00 |

| Mali | 0–1               | Elefántcsontpart |
| ---- | ----------------- | ---------------- |
|      | (0–0) Jegyzőkönyv | Zaha 76'         |

| Szuezi stadion, Szuez Játékvezető: Janny Sikazwe (zambiai) |

| 2019. július 8. 21:00 |

| Ghána                                  | 1–1 (h. u.)                 | Tunézia                         |
| -------------------------------------- | --------------------------- | ------------------------------- |
| ál-Bedúí 90+2' (öngól)                 | (0–0, 1–1, 1–1) Jegyzőkönyv | Khenissi 73'                    |
| Büntetőpárbaj                          |                             |                                 |
| Wakaso J. Ayew Ekuban Agbenyenu Partey | 4–5                         | Sliti Hazrí Bronn Meriah Szászí |

| Iszmáilijai stadion, Iszmáilija Játékvezető: Victor Gomes (dél-afrikai) |

### Negyeddöntők
| 2019. július 10. 19:00 |

| Szenegál  | 1–0               | Benin      |
| --------- | ----------------- | ---------- |
| Gueye 69' | (0–0) Jegyzőkönyv | Verdon 83′ |

| 30 June Stadium, Kairó Játékvezető: Mustapha Ghorbal (algériai) |

| 2019. július 10. 21:00 |

| Nigéria                        | 2–1               | Dél-afrikai Köztársaság |
| ------------------------------ | ----------------- | ----------------------- |
| Chukwueze 27' Troost-Ekong 89' | (1–0) Jegyzőkönyv | Zungu 71'               |

| Kairói Nemzetközi Stadion, Kairó Játékvezető: Rédouane Jiyed (marokkói) |

| 2019. július 11. 19:00 |

| Elefántcsontpart              | 1–1 (h. u.)                 | Algéria                                    |
| ----------------------------- | --------------------------- | ------------------------------------------ |
| Kodjia 62'                    | (0–1, 1–1, 1–1) Jegyzőkönyv | Feguli 20'                                 |
| Büntetőpárbaj                 |                             |                                            |
| Kessié Cornet Bony Gradel Die | 3–4                         | ben-Szebajni Szlimani Delort Ounas Belaïli |

| Szuezi stadion, Szuez Játékvezető: Bamlak Tessema (etióp) |

| 2019. július 11. 21:00 |

| Madagaszkár | 0–3               | Tunézia                               |
| ----------- | ----------------- | ------------------------------------- |
|             | (0–0) Jegyzőkönyv | Szászí 52' ál-Mszákní 60' Sliti 90+3' |

| Al Salam Stadion, Kairó Játékvezető: Alioum Alioum (kameruni) |

### Elődöntők
| 2019. július 14. 18:00 |

| Szenegál           | 1–0 (h. u.)                 | Tunézia |
| ------------------ | --------------------------- | ------- |
| Bronn 101' (öngól) | (0–0, 1–0, 1–0) Jegyzőkönyv |         |

| 30 June Stadium, Kairó Játékvezető: Bamlak Tessema (etióp) |

| 2019. július 14. 21:00 |

| Algéria                               | 2–1               | Nigéria               |
| ------------------------------------- | ----------------- | --------------------- |
| Troost-Ekong 40' (öngól) Mahrez 90+5' | (1–0) Jegyzőkönyv | Ighalo 72' (11-esből) |

| Kairói Nemzetközi Stadion, Kairó Játékvezető: Bakary Gassama (gambiai) |

### Bronzmérkőzés
| 2019. július 17. 21:00 |

| Tunézia | 0–1               | Nigéria   |
| ------- | ----------------- | --------- |
|         | (0–1) Jegyzőkönyv | Ighalo 3' |

| Al Salam Stadion, Kairó Játékvezető: Ghead Grisha (egyiptomi) |

### Döntő
| 2019. július 19. 21:00 |

| Szenegál | 0–1               | Algéria      |
| -------- | ----------------- | ------------ |
|          | (0–1) Jegyzőkönyv | Bunedzsah 2' |

| Kairói Nemzetközi Stadion, Kairó Játékvezető: Alioum Alioum (kameruni) |

## Győztes
| A 2019-es afrikai nemzetek kupája győztese |
| ------------------------------------------ |
| · Algéria · 2. cím                         |

### Díjak
A következő díjakat osztották ki:
A torna játékosa
- Ismaël Bennacer

A torna gólkirálya
- Odion Ighalo (5 gól)

A torna legjobb kapusa
- Raisz Mbohi

A torna legsportszerűbb csapata
- Szenegál